# スキマスイッチ TOUR 2012-2013“DOUBLES ALL JAPAN”
『スキマスイッチ TOUR 2012-2013“DOUBLES ALL JAPAN”』（スキマスイッチ・ツアー 2012-2013 "ダブルスオールジャパン"）は、スキマスイッチのライブ・アルバム。

## 解説
- 初回生産限定盤・通常盤の2種同時発売。初回盤のCDはBlu-spec CD仕様(ボーナスCDは通常仕様)である。
- 『スキマスイッチ TOUR 2012 "musium"』から約1年ぶりのライブ・アルバム。
- 『スキマスイッチ TOUR 2012-2013“DOUBLES ALL JAPAN”』全公演の音源の中からメンバーがベストテイクをセレクトした[1]。
- 初回生産限定盤はボーナスCD「スキマのはなし②」（MC集）付[1]。

## 収録曲

### DISC-1
1. OPENING LOOP
2. アイスクリーム シンドローム
3. 全力少年
4. 螺旋
5. ガラナ
6. センチメンタル ホームタウン
7. 藍
8. 病院にいく
9. ソングライアー
10. さみしくとも明日を待つ
11. 雫
12. ボクノート

### DISC-2
1. トラベラーズ・ハイ
2. 奏（かなで）
3. ふれて未来を
4. ユリーカ
5. 晴ときどき曇
6. ただそれだけの風景
7. view
8. ラストシーン
9. またね。
  - 「またね。」終了後、約10分間の無音の後にシークレットトラックとして「月見ヶ丘」が収録されている。
  - さらに初回限定盤のみ、「月見ヶ丘」終了後、約5分間の無音の後に「冬の口笛」が収録されている。トラック上はこれらを含めて1曲となっている。

## 初回特典CD収録内容
- Bonus CD「スキマのはなし②」(MC集)

1. 席替え
2. 30年安泰
3. きわっきわ
4. 女性はみんな…
5. 東海市でしょ!
6. スタバ大橋スペシャル
7. くじけんぞ俺は
8. シンタ生誕祭
9. ちょいデブreprise①
10. ちょいデブreprise②
11. 沖縄そば屋にて

- 三方背ケース仕様
- Live DVD、Blu-ray『スキマスイッチ TOUR 2012-2013“DOUBLES ALL JAPAN”THE MOVIE』との連動特典応募券封入。